# Heinrich Bodmer
Heinrich Bodmer (* 15. April 1885; † 1. September 1950) war ein Schweizer Kunsthistoriker und Fachmann für die Kunst der italienischen Renaissance und des Barock.

## Leben
Heinrich Bodmer wurde 1921 an der Universität Basel mit einer Arbeit über den Maler Lorenzo di Credi promoviert. Von 1922 bis 1932 wirkte er zehn Jahre lang in Florenz als Direktor des Kunsthistorischen Instituts, dessen Wiedereröffnung er nach der durch den Ersten Weltkrieg bedingten Schließung organisierte. Als Räumlichkeiten, in denen die restituierten Buchbestände provisorisch aufgestellt wurden, dienten zunächst (bis 1927) Säle in den Uffizien.
Aufgrund von Spannungen zwischen Wilhelm von Bode und Wilhelm Waetzoldt war die Verlängerung des Direktorenvertrags Heinrich Bodmers zunächst unsicher, nach dem Ausscheiden Bodes an den Berliner Museen konnte Bodmer jedoch bis zur Pensionierung im Amt verbleiben. Nachfolger am Kunsthistorischen Institut wurde Arthur Haseloff.
Zu den Spezialgebieten des Forschers zählte die Florentiner Malerei der Renaissance, insbesondere Leonardo da Vinci, sowie die Entstehung der Barockmalerei im Umkreis Annibale Carraccis. Im Zusammenhang mit diesen Interessen förderte Bodmer die Fotodokumentation barocker Bildwerke in einer zu diesem Zeitpunkt ungewöhnlichen Intensivität. Zahlreiche Aufsätze beschäftigen sich darüber hinaus insbesondere mit dem Studium von Handzeichnungen.

## Veröffentlichungen (Auswahl)
- Leonardo. Des Meisters Gemälde und Zeichnungen. Deutsche Verlags-Anstalt, Stuttgart u. a. 1931.
- Bartolomeo Passarotti, ritrattista bolognese del Cinquecento. Stabilimenti poligrafici riuniti, Bologna 1934.
- Leonardo da Vinci. Hopfer, Burg bei München 1939.
- Lodovico Carracci. Hopfer, Burg bei München 1939.
- Disegni di Leonardo. Sansoni, Florenz 1939.
- Rembrandt. Goldmann, Leipzig 1941.
- Correggio und die Malerei der Emilia. Deuticke, Wien 1942.